# Julija Dmitrijewna Abakumowskaja
Julija Dmitrijewna Abakumowskaja (russisch Юлия Дмитриевна Абакумовская, Transliteration Julija Dmitrievna Abakumovskaja; geb. 3. Mai 1942 in Kuibyschew, Sowjetunion) ist eine russische Opernsängerin (Mezzosopran).

## Leben
Abakumowskaja studierte von 1962 bis 1967 am Lunatscharski-Institut in Moskau. Über die Kulturorganisation Moskonzert kam sie an das Stanislawski- und Nemirowitsch-Dantschenko-Musiktheater, wo sie 1970 ihr Bühnendebüt in der Hauptrolle der Straßensängerin in La Périchole von Jacques Offenbach hatte. Es folgten zahlreiche Opernpartien und Operettenrollen, teilweise auch Partien in der Stimmlage Sopran. Seit Gründung der Neuen Oper in  Moskau gehört sie dem dortigen Ensemble an.

## Ehrungen
- 1981: Auszeichnung als Verdiente Künstlerin
- 1994: Ernennung zur Volkskünstlerin Russlands